# Институт сейсмостойкости сооружений АН РУз
Институт сейсмостойкости сооружений АН РУз (узб. Mexanika va inshootlarning seysmik mustahkamligi instituti) — научное учреждение в системе Академии наук Республики Узбекистан.

## История
Создан на базе Института математики и механики и Института сооружений Академии наук Узбекской ССР, созданных соответственно в 1943 и 1947 годах. Организатором и первым директором Института был академик М. Т. Уразбаев.
В 1959 году был переименован в Институт механики, а в 1963 году — в Институт механики с ВЦ АН Узбекской ССР. С 23 сентября 1966 года — Институт механики и сейсмостойкости сооружений (ИМиСС) АН Узбекской ССР. В 1971 году институту присвоено имя академика АН УзССР М. Т. Уразбаева.
Постановлением Президента Республики Узбекистан 8 июля 2014 года на основе комплекса сейсмостойкости сооружении ИМиСС АН РУз был образован Институт сейсмостойкости сооружений АН РУз.

### Руководители института
профессор Ризаев Анвар Абдуллаевич (1997—2014)
академик АН РУз Мубараков Ярмухаммад Нурупович (1991—1997)
профессор Бабамуратов Камол Шаймарданкулович (1985—1991)
академик АН УзССР Джураев Тухтамурад Джураевич (1974—1985)
академик АН УзССР Рашидов Турсунбой Рашидович (1966—1974)
академик АН УзССР Кабулов Васил Кабулович (1963—1966)
член-корреспондент АН УзССР Файзуллаев Жорулло Файзуллаевич (1962—1963)
Кандидат технических наук Исмаилов Мухаммаджон Иминович (1959—1962)
Кандидат технических наук Ризаев Шукур Ризаевич (1958—1959)
академик АН УзССР Уразбаев Мухаммад Ташевич (1947—1957)
профессор Назаров Николай Николаевич (1943—1947)